# 85
Het jaar 85 is het 85e jaar in de 1e eeuw volgens de christelijke jaartelling.

## Gebeurtenissen

### Italië
- Keizer Domitianus lijdt aan grootheidswaanzin en benoemt zichzelf tot censor voor het leven. Hij neemt de titel "censor perpetuus" aan.

### Europa
- Domitianus laat aan de Rijngrens (Limes) bij het Odenwald (Baden-Württemberg) fortificaties bouwen, om het Romeinse Keizerrijk te beschermen tegen invallen van de Germanen.
- Domitianus sticht Germania Superior, de Romeinse provincie grenst in het noorden aan de Rijn. Mogontiacum (huidige Mainz) wordt de hoofdstad.

### Oost-Europa
- Winter - Koning Decebalus steekt met de Dacische stammen de Donau over en voert een plunderveldtocht in Moesia. Een strafexpeditie door keizer Domitianus leidt tot grote verliezen. Uiteindelijk dwingt hij een vredesverdrag af, waarvan de Daciërs zich, zoals gebruikelijk, weinig aantrekken.

## Geboren
- Marcion van Sinope, theoloog en stichter van het Marcionisme (overleden 160)